# 이성CNI
이성씨엔아이(IHSUNG CNI)는 대한민국의 원자력발전소 계측제어 경상정비 서비스 기업이다.